# 井鷺裕司
井鷺 裕司（いさぎ ゆうじ、1960年 - ） は、日本の生態学者。京都大学大学院農学研究科森林環境科学講座教授。日本森林学会賞、日本DNA多型学会優秀研究賞受賞。

## 人物・経歴
広島県出身。1985年広島大学大学院理学研究科博士課程前期修了、修士（理学）。同年農林水産省入省、林業試験場。1994年博士（学術）。2000年広島大学総合科学部助教授。2006年京都大学大学院農学研究科教授。2011年日本森林学会賞及び日本DNA多型学会優秀研究賞受賞。2012年日本森林学会常任理事。同年日本DNA多型学会優秀研究賞受賞。専門は保全生態学で、遺伝情報を利活用した絶滅危惧種保全の研究を行った。

## 著書
- 『生物多様性と生態学―遺伝子・種・生態系』（宮下直, 千葉聡と共著）朝倉書店 2012年